# عصفور الشوك العربي
عصفور الشوك العربي (الاسم العلمي: Prunella  fagani) (بالإنجليزية: Arabian  Accentor)‏ هو طائر ينتمي إلى (فصيلة: Prunellidae).